# Mohamed Atta
Mohamed Mohamed el-Amir Awad el-Sayed Atta (en árabe: محمد محمد الامير عوض السيد عطا‎, romanizado: Muḥammad Muḥammad al-Amir ‘Awaḍ as-Sayyid ‘Aṭā; Kafr el Sheij, 1 de septiembre de 1968 - Bajo Manhattan, Nueva York; 11 de septiembre de 2001) fue un ingeniero y terrorista egipcio. Fue el líder del comando que secuestró el vuelo 11 de American Airlines durante los atentados del 11 de septiembre, el primero de los dos aviones que chocó contra el World Trade Center, en concreto contra la Torre Norte del complejo a las 8:46 hora local. Con 33 años de edad al momento de los atentados, fue el de mayor edad en participar en los ataques.
Nacido en 1968 en un pequeño pueblo en el delta del río Nilo, Atta se mudó con su familia a la sección Abdeen de El Cairo cuando él había cumplido diez años. Atta estudió arquitectura en la Universidad del Cairo, graduándose en 1990; posteriormente, continuó sus estudios en Hamburgo (Alemania), en el Instituto de Tecnología de Hamburgo. En Hamburgo, Atta comenzó a frecuentar la mezquita al-Quds, donde conoció a Marwan al-Shehhi, Ramzi bin al-Shibh y Ziad Jarrah, formando la conocida célula de Hamburgo. Atta desapareció de Alemania durante varios periodos de tiempo, pasando una estancia en Afganistán desde finales de 1999 hasta el primer trimestre de 2000, donde conocería a Osama Bin Laden y algunos otros líderes de Al Qaeda. Atta y los otros miembros de la célula de Hamburgo fueron reclutados por Bin Laden y Khalid Sheikh Mohammed para la "operación aeronáutica" en Estados Unidos. Regresó a Hamburgo en febrero de 2000, y fue cuando comenzó la investigación acerca de su entrenamiento como piloto y su entrenamiento de vuelo en Estados Unidos.
Llegó a Estados Unidos junto con Marwan al-Shehhi en junio de 2000. Ambos se instalaron en Venice (Florida), inscribiéndose a la academia Huffman Aviation, en un programa de pilotos acelerado. Atta y Shehhi obtuvieron sus índices de audiencia instrumentales en noviembre de 2000, y continuaron entrenando en simuladores y entrenamiento de vuelo. Comenzado mayo de 2001, Atta ayudó con la llegada de los demás secuestradores de los atentados. En julio, Atta viajó a España, reuniéndose con bin al-Shibh para intercambiar información y entrar a la última fase de la planeación de los atentados. En agosto de ese año viajó frecuentemente como pasajero en diferentes vuelos, para observar conductas y tiempos para establecer con detalle como iban a suceder los ataques.
A principios de septiembre de 2001, Atta viajó al Condado de Prince George (Maryland), en Maryland, donde se encontraba Hani Hanjour. Posteriormente viajó a Boston, y el 10 de septiembre se trasladó a Portland (Maine) junto con Abdulaziz al-Omari. Pasaron la noche en el Comfort Inn en el sur de Portland. En la mañana del martes 11 de septiembre, Atta y Omari viajaron vía Colgan Air de vuelta a Boston, al Aeropuerto Internacional Logan, donde abordaron el Vuelo 11 de American Airlines con destino a Los Ángeles (California). Después de quince minutos de vuelo, el equipo de secuestradores atacó y tomó el control de la aeronave. A las 8:46 a.m. Atta estrelló intencionalmente el vuelo 11 de American Airlines contra la Torre Norte del World Trade Center en Nueva York y la aeronave, un Boeing 767, impactó contra edificio entre las plantas 93 a 99 matando a todos a bordo del avión y a un número desconocido de personas en el interior del edificio, en las zonas de impacto. El choque del avión, la explosión de combustible y el posterior calentamiento del núcleo del edificio deterioraron y provocaron el colapso de la Torre Norte 102 minutos después de ser impactada a las 10:28 a.m., causando la muerte a más de 1 600 civiles y cuerpos de emergencia que se encontraban dentro del edificio.

## Otros nombres
Usó y varió distintos nombres en documentos: "Mehan Atta", "Mohammad El Amir", "Muhammad Atta", "Mohamed El Sayed", "Mohamed Elsayed", "Muhammad al-Amir", "Awag Al Sayyid Atta", "Muhammad al-Amir" y "Awad Al Sayad". En Alemania, registró su nombre como "Mohamed el-Amir Awad el-Sayed Atta", y fue llamado Mohamed el-Amir en el Instituto de Tecnología de Hamburgo. En su testamento, escrito en 1996, redactó su nombre como "Mohamed, hijo de Mohamed Elamir awad Elsayed." Cuando llegó a Estados Unidos, usó el nombre Mohamed Atta. También dijo que tenía diferentes nacionalidades, a veces decía ser egipcio y en otras ocasiones aseguraba haber nacido en los Emiratos Árabes Unidos.

## Primeros años
Nació el 1 de septiembre de 1968 en Kafr el-Sheikh en la delta del río Nilo en Egipto. Su padre, Mohamed el-Amir Awad el-Sayed Atta, fue un abogado, educado en derecho civil y sharia. Su madre, Bouthayna Mohamed Mustapha Sheraqi, vino de una familia acomodada y también tuvo una educación privilegiada. Sus padres contrajeron nupcias por un matrimonio arreglado cuando ella tenía tan solo 14 años de edad.  Los suegros de su padre, lo consideraban una persona austera, estricta y reservada. Los vecinos de la familia los consideraban como retraídos. Atta fue el único hijo varón del matrimonio, pero tenía un par de hermanas que gozaron de una educación privilegiada y fueron relativamente exitosas en sus campos, una como doctora y la otra como maestra.
Cuando Atta tenía 10 años, se mudó con su familia al distrito de Abdeen, en el Cairo, cerca del centro de la ciudad. Su padre continuó manteniendo a la familia muy reservada y no le permitía a Atta socializar con los otros niños de barrio. Atta pasó la mayoría de su tiempo estudiando y tenía excelentes calificaciones. Atta entró a la Universidad de Cairo en dónde se graduó como ingeniero. Como uno de los estudiantes más brillantes de su clase, Atta fue admitido al programa más exclusivo de arquitectura en su último año. En 1990, Atta se graduó como arquitecto, y se unió al sindicato de ingenieros con una afiliación con la hermandad musulmana. Durante varios meses después de su graduación, Atta trabajó en el Centro de Desarrollo Urbano de Cairo, en donde fungió labores de planeación arquitectónica y diseño de edificios. En 1990, la familia de Atta se mudó a un apartamento en un undécimo piso en Guiza.

## Alemania

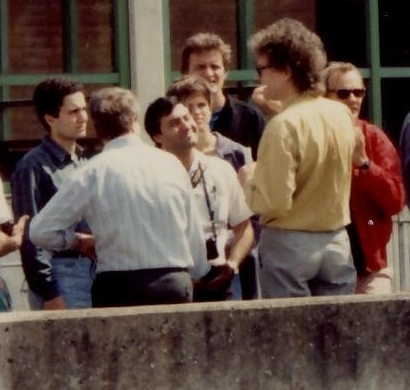
Mohamed Atta (lzquierda) como estudiante en Alemania, 1993.

Después de graduarse de la Universidad de El Cairo, sus notas eran promedio y por lo tanto insuficientes para ser aceptado en programas de posgrado. Su padre insistió en que él viajara a otro país a tener un posgrado y lo enlistó en un curso alemán en el instituto Goethe en Cairo. En 1992, su padre invitó a una pareja alemana a cenar durante una visita de ellos a Cairo. La pareja era encargada de un programa de intercambio entre Egipto y Alemania y sugirieron que Atta continuase sus estudios en Alemania, le ofrecieron un lugar temporal para vivir en su casa en la ciudad. Mohamed Atta arribó en Alemania dos semanas después en julio de 1992.
En Alemania, se inscribió en un posgrado de planificación urbana en la Universidad Tecnológica de Hamburgo. Atta se quedó al principio con los dos profesores, pero ellos lo encontraban muy difícil de tratar, por su mente cerrada y su personalidad introvertida. Atta se apegó a una dieta estrictamente islámica e iba constantemente a la mezquita; rara vez socializaba y era poco amigable con la hija de la pareja con la cual se hospedaba, quien tenía un hijo. Después de 6 meses, le pidieron que se mudara.
A principios de 1993, Atta se había mudado a una residencia universitaria, compartiendo un apartamento en Centrumhaus con dos compañeros. Se mantuvo ahí hasta 1998. Durante este tiempo sus compañeros se frustraban con Atta, quien rara vez limpiaba y era muy retraído, tanto, que a menudo entraba y salía de habitaciones sin notar a otras personas; sobre todo, no podían lidiar con su personalidad y lo describieron como "completa y casi agresivamente indiferente".

### Estudios académicos
En la Universidad Tecnológica de Hamburgo, Atta estudiaba bajo la tutela del jefe de departamento, Dittmar Machule, quien se especializaba en el Medio Oriente. Atta estaba preocupado con el desarrollo moderno y la construcción de rascacielos en el Cairo y otras ciudades antiguas del Medio Oriente. Él creía que los enormes y feos edificios de las décadas de 1960 y 1970 habían arruinado los vecindarios antiguos y habían quitado la dignidad y la privacidad a la gente que ahí vivía. La familia de Atta se había mudado a uno de éstos edificios en 1990, para el, esto representaba "un símbolo de los esfuerzos inútiles de Egipto para asemejarse a las ciudades de Occidente. Para su tesis, Atta concentró sus estudios en la ciudad antigua de Alepo, en Siria. Exploró la historia de Alepo y sus paisajes urbanos, así como el conflicto entre las sociedades árabes y la modernidad, también criticó como los rascacielos y proyectos modernos en Alepo estaban destruyendo la esencia de la ciudad, bloqueando los paisajes y arruinando la estética.
En 1994, el profesor de Atta, Dittmar Machule lo invitó a Alepo para una visita arqueológica de tres días. Atta pasó varias semanas en Aleppo durante agosto de 1994 y visitó la ciudad nuevamente en diciembre de ese año. Mientras estuvo en Siria, conoció a Amal, una joven palestina que trabajaba en el buró de planeación. Volker Hauth, quien estaba viajando con Atta describió a Amal como "una mujer atractiva y segura de sí misma". Ella observó las cualidades de los musulmanes, tomando taxis para ir y volver del trabajo, así evitando el contacto físico del transporte público. Sin embargo, ella era independiente y audaz. Parecían estar atraídos, pero Atta le explicó a Hauth que "ella había tenido una diferente orientación y que la emancipación de una joven señorita no le acomodaba". Esto fue lo más parecido a un romance para Atta. A mediados de 1995, Atta pasó tres meses en el Cairo con sus colegas Volker Hauth y Ralph Bodenstein, quien estaba ahí por una cortesía de la sociedad de Carl Duisberg. Observaron los efectos del desarrollo en el Cairo islámico que el gobierno quería desarrollar para el turismo. Atta se mantuvo en Cairo con su familia después de que Hauth y Bodenstein regresaran a Alemania.
Mientras estuvo en Hamburgo, Atta tuvo varios trabajos, incluyendo un trabajo de medio tiempo en Plankontor, una empresa dedicada a la planeación urbana, desde 1992 hasta mediados de 1997 cuando fue despedido. El negocio se había aminorado y cuando la empresa compró un sistema CAD, Atta ya no era necesario. Atta también laboró en una empresa de limpieza y como vendedor de autos para tener un mayor ingreso. Después de estudiar en Hamburgo, Atta había querido regresar a Cairo a trabajar pero había pocos trabajos potenciales porque su familia no tenía las conexiones necesarias. Atta estaba preocupado con las acciones del gobierno egipcio por arrestar activistas políticos y temía que él también sería un blanco por sus creencias sociales y políticas.

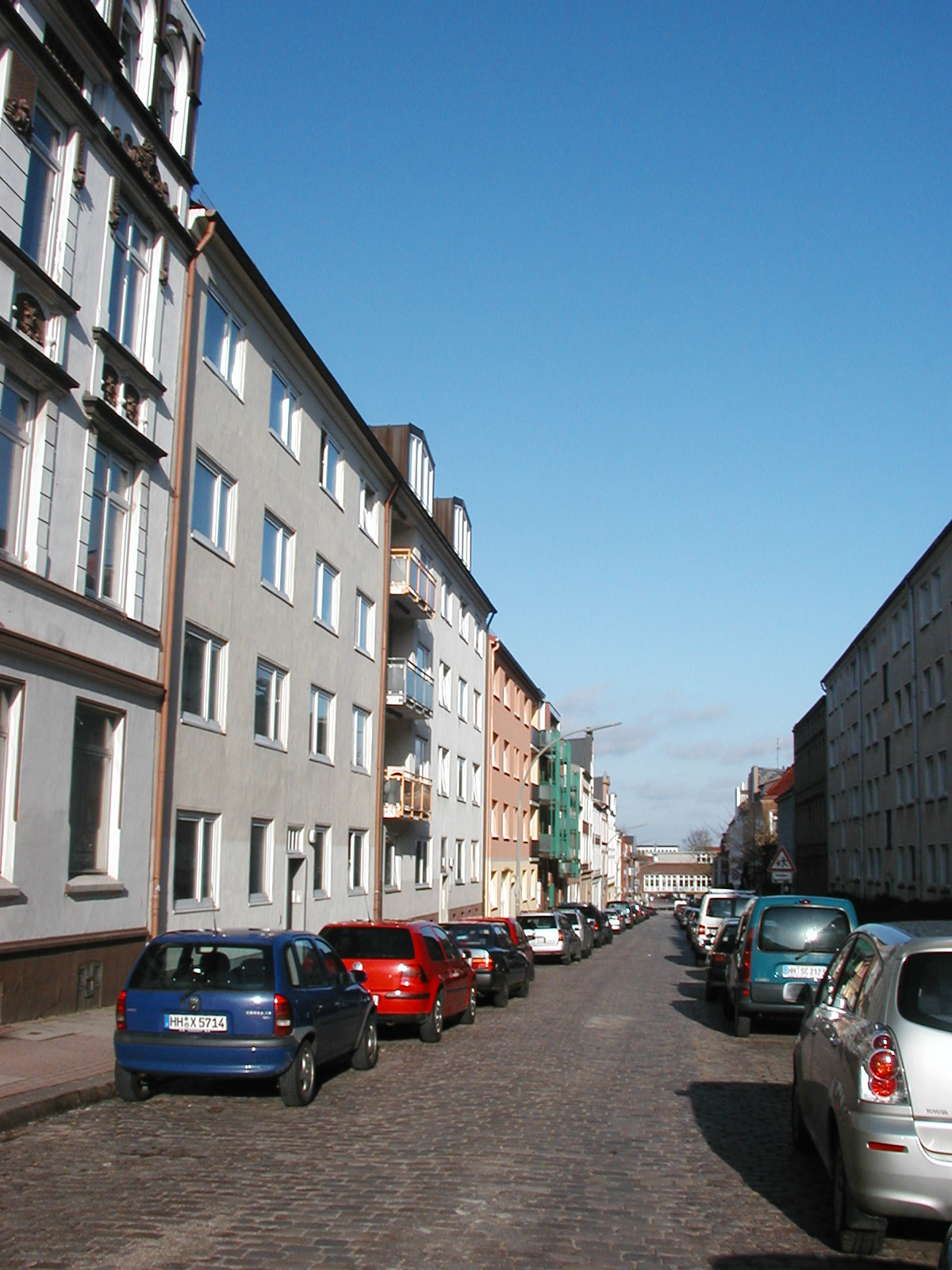
El apartamento que Atta, Bahaji, y bin al-Shibh compartieron desde 1998 hasta 2001 en Marienstrasse, Hamburgo, Alemania. (La puerta es visible del lado izquierdo -54)

### Renacimiento islámico
Después de su arribo en Hamburgo en 1992, Atta se volvió más religioso, frecuentando la mezquita. Los amigos de Atta en Alemania lo describían como un hombre inteligente con creencias religiosas, junto con motivaciones políticas, incluyendo un desprecio con la política exterior estadounidense hacia el Medio Oriente, particularmente los tratados de Oslo y la Guerra del Golfo. Atta estaba furioso por los líderes de Egipto y la represión del gobierno egipcio hacia los miembros de la hermandad musulmana.
Atta volvió a Egipto el 1 de agosto de 1995, para cumplir tres meses de estudio. Antes de ir a Egipto se dejó crecer la barba, señal de un devoto musulmán, pero también fue visto como un gesto político. Atta regresó a Hamburgo el 31 de octubre de 1995, y se unió a la peregrinación a la Mecca ese otoño.
En Hamburgo, Atta se vio atraído a la mezquita de al-Quds que se apegaba a una "estricta, comprometidamente fundamentalista y militante" versión del islam Sunni. Hizo varias amistades en al-Quds, algunos de los cuales lo visitaron en Centrumhaus. También comenzó a impartir clases en al-Quds, y también en una mezquita turca cerca de Harburg. Atta formó un círculo de rezos, al cual se unieron Ahmed Maklat y Mounir El Motassadeq. Ramzi bin al-Shibh también impartía clases ahí y se volvió amigo de Atta.
El 11 de abril de 1996, Atta firmó su última voluntad y testamento en la mezquita, oficialmente declarando sus creencias musulmanas y dio 18 instrucciones para su entierro. Este fue el día que Israel atacó Líbano, enfureciendo a Atta; firmando su testamento, "ofrecer su vida" fue la respuesta de Atta. Las instrucciones en su última voluntad reflejaban prácticas Sunni junto con algunas demandas puritanas del Salafismo, incluyendo que la gente "no debería llorar o mostrar emoción". Dicho documento fue firmado por el-Motassadeq y un segundo individuo en la mezquita.
Después de dejar Plankontor en el verano de 1997, Atta desapareció nuevamente y no volvió hasta 1998. Atta le habló por teléfono a su asesor de posgrado en 1998 después de un año sin trabajar en su tesis, explicándole a Machule que había tenido problemas familiares en casa y dijo "por favor entienda, no quiero hablar de esto."” En el invierno de 1997, Atta se fue y no volvió a Hamburgo en 3 meses. Él había dicho que había ido a una peregrinación a la Mecca de nuevo. Terry McDermott explica en "Soldados Perfectos" que es muy inusual e improbable que alguien, particularmente un joven estudiante se fuera en Hajj nuevamente. Además, tres meses es mucho más tiempo del que toma el Hajj. Cuando Atta al fin volvió, dijo que su pasaporte se había perdido y tuvo que tramitar otro, lo cual es una práctica común para borrar evidencia cuando uno viaja a lugares como Afganistán. Cuando él vuelve en la primavera de 1998, después de desaparecer por varios meses, tenía una larga y tupida barba y se veía mucho más serio.
Para mediados de 1998, Atta ya no era un candidato elegible para la residencia en Centrumshaus. Se mudó a un apartamento en Wilhelmsburg, en donde vivió con Said Bahaji y Ramzi Binalshibh. Para principios de 1999, Atta había completado su tesis, y la defendió formalmente en agosto de 1999.
A mediados de 1998, Atta trabajó al lado de Shehhi, bin al-Shibh y Belfas en un almacén, empaquetando computadoras para envíos. El grupo de Hamburgo no se mantuvo en Wilhelmsburgo por mucho tiempo. El próximo invierno se mudaron a Marienstrasse 54, en el vecindario de Harburg, cerca de la Universidad Tecnológica de Hamburgo. en la cual se inscribieron. Fue aquí que la célula de Hamburgo actuó como un grupo. Se reunían 3 o 4 veces por semana para discutir sentimientos de odio hacia los Estados Unidos y para planear los ataques próximos. Muchos miembros de al-Qaeda vivieron en este apartamento, incluyendo a Marwan al-Shehhi y a Zakariya Essabar.
A finales de 1999, Atta, Shehhi. Bahaji y bin al-Shibh decidieron viajar a Chechenia para pelear contra los rusos, pero fueron convencidos por Khalid al-Masri y Mohamedou Ould Slahi de cancelar sus planes en el último minuto. En cambio, viajaron a Afganistán por un periodo de dos semanas a finales de noviembre. El 29 de noviembre de 1999 Atta abordó el vuelo TK1662 de Turkish Airlines de Hamburgo a Estambul, donde hizo escala para el vuelo TK1056 con destino a Karachi (Pakistán). Después de su llegada fueron elegidos por el líder de al-Qaeda Abu Hafs como candidatos ideales para la "operación", todos tenían una buena educación, vivieron en sociedades occidentales, sabían un poco de inglés y podían obtener visas. Incluso antes de que al-Shibh llegara, Atta, Shehhi y Jarrah fueron enviados a la casa de Ghamdi, cerca del hogar de bin Laden en Kandahar, dónde el los esperaba. Bin Laden les exigió que juraran lealtad y compromiso a misiones suicidas, las cuales todos aceptaron. Bin Laden los envió a que se reunieran con Mohammed Atef para recibir información de la misión. Después fueron enviados a Karachi para recibir información específica.
Investigadores alemanes dijeron que tenían evidencia de que Mohamed Atta había entrenado en campos de al-Qaeda en Afganistán desde finales de 1999 hasta principios del 2000. La fecha exacta fue determinada el 23 de agosto de 2002. por un investigador alemán. Klaus Ulrich Kersten, el director de la agencia anticrimen de Alemania, la Bundeskriminalamt, dio la primera confirmación oficial de que Atta y otros dos pilotos habían estado en Afganistán y las primeras fechas de su entrenamiento. Kersten dijo en una entrevista que Atta estuvo en Afganistán desde finales de 1999 hasta principios del año 2000, y que tenían evidencia de que Atta se había reunido con bin Laden ahí.
Un video surgido en octubre de 2006 muestra a bin Laden en Tarnak el 8 de enero del año 2000, y también muestra a Atta junto con Ziad Jarrah leyendo sus testamentos diez días después el 18 de enero del año 2000. En su viaje de regreso, Atta dejó Karachi el 24 de febrero del año 2000 y tomó el vuelo TK1661 a Hamburgo. Inmediatamente después de haber regresado a Alemania, Atta, al-Shehhi y Jarrah reportaron sus pasaportes como robados, para descartar las visas de viaje a Afganistán.

## En los Estados Unidos
El 22 de marzo del 2000, mientras todavía se encontraba en Alemania, Mohamed Atta mandó un correo electrónico a la Academia de Lakeland, en Florida, preguntando acerca de entrenamiento de vuelo. "Querido señor, somos un grupo pequeño de jóvenes hombres de diferentes naciones árabes. Ahora estamos viviendo en Alemania por motivos académicos, nos gustaría iniciar el entrenamiento para la carrera de pilotos profesionales de aerolínea. En éste campo, no tenemos conocimiento, pero estamos dispuestos a tomar un curso intensivo de entrenamiento". Atta mandó de 50 a 60 correos electrónicos a diferentes escuelas de vuelo en los Estados Unidos.
El 17 de mayo, Mohamed Atta mandó su solicitud para una visa estadounidense, recibiendo una visa de 5 años B-1/B-2 el día siguiente en la embajada de los Estados Unidos en Berlín. Porque Atta había vivido en Alemania por lo menos 5 años, y tenía un registro de estudiante exitoso, no fue seleccionado como miembro peligroso al aplicar para la visa. Después de obtener su visa, Atta abordó un camión el 2 de junio de Alemania a Praga, en donde pasó la noche antes de viajar a Estados Unidos el día siguiente. Bin al-Shibh después explicó que ellos creían que sería mejor que Atta volara desde Praga en lugar de Hamburgo, de donde frecuentemente viajaba. Shehhi viajó desde Bruselas.
El 6 de junio de 2002, el noticiero ABC World News Tonight emitió una entrevista con Johnelle Bryant, una exoficial del Departamento de Agricultura de los Estados Unidos en el sur de Florida, quien dijo en la entrevista como había sido su encuentro con Mohamed Atta. Este encuentro tuvo lugar alrededor de la tercera semana de abril hasta la tercera semana de mayo del año 2000, antes de la entrada oficial de Atta a los Estados Unidos. De acuerdo a Bryant, Atta quería financiar la compra de un aeroplano agricultor. "Él quería financiar una aeronave de dos motores y seis pasajeros, y deshacerse de los asientos". Atta insistió en que Bryant escribiera su nombre como ATTA, que originalmente era egipcio pero se había mudado a Afganistán, que era un ingeniero y que su más grande sueño era ir a una escuela de vuelo para ser piloto. Le preguntó acerca del Pentágono y la Casa Blanca, y expresó que quería visitar el World Trade Center, también preguntó por la seguridad del edificio. Mencionó a al-Qaeda y dijo que la organización podía necesitar miembros americanos. Mencionó a Osama bin Laden y dijo "este hombre algún día será conocido como el más grande líder del mundo". Bryant dijo que "la imagen que fue publicada en los periódicos es exactamente como se veía"; Bryant contactó a las autoridades después de reconocer a Atta en las noticias. Los oficiales dijeron que Bryant aprobó una prueba de polígrafo.
De acuerdo con reportes oficiales, Atta llegó a Estados Unidos el 3 de junio del año 2000, al aeropuerto internacional de Newark, proveniente desde Praga. Ese mes, Atta y Shehhi se quedaron en diferentes hoteles y cuartos rentados en la ciudad de Nueva York por cortos periodos de tiempo. Continuaron preguntando por escuelas de vuelo e incluso visitaron algunas, incluyendo a Airman Flight School en Norman, Oklahoma, la cual visitaron el 3 de julio del año 2000. Días después, Shehhi y Atta acabaron en Venice,Florida. Atta y Shehhi abrieron cuentas bancarias en Sun Trust Bank y recibieron transferencias electrónicas de Ali Abdul Aziz Ali, el sobrino de Khalid Shiekh Mohammed en los Emiratos Árabes Unidos. El 6 de julio del año 2000 Atta y Shehhi se inscribieron en Huffman Aviation en Venice, Florida en donde estaban en el programa intensivo de pilotos. Cuando Atta y Shehhi llegaron a Florida, al principio se quedaron con el contador de Huffman y su esposa en un cuarto de sobra en su casa; después de una semana les pidieron que se mudaran porque eran muy groseros. Atta y Shehhi se mudaron a una casa pequeña en Nokomis en donde se quedaron por seis meses.
Atta comenzó su entrenamiento el 6 de julio del 2000, y entrenaba casi todos los días. Para finales de julio, Atta y Shehhi realizaron vuelos por su cuenta. Atta obtuvo su certificado de piloto privado en septiembre y posteriormente se cambió de escuela junto con Shehhi; ambos se inscribieron en Jones Aviation en Sarasota, tomando entrenamiento por poco tiempo. Tenían problemas siguiendo instrucciones y estaban furiosos de haber reprobado el examen de etapa 1 en Jones Aviation. Preguntaron por aviones de varios motores y le dijeron a su instructor que "querían ir adelantados" porque tenían un trabajo pendiente en su país al completar el entrenamiento. A mediados de octubre, Atta y al-Shehhi regresaron a Huffman Aviation para continuar entrenando. En noviembre del año 2000, Atta obtuvo su certificado de instrumentos y en diciembre una licencia de piloto comercial avalada por la Administración Federal de Aviación.
Atta continuó su entrenamiento de vuelo, incluyendo vuelos por su cuenta y en simulador. El 22 de diciembre Atta y Shehhi aplicaron para Eagle International para vuelo de aviones jet de gran tamaño y simulador de McDonnell Douglas DC-9 y Boeing 737-300. El 26 de diciembre, Atta y Shehhi necesitaron una grúa para su Piper Cherokee rentado en una vía del Aeropuerto Internacional de Miami después de que el motor se apagó. El 29 y 30 de diciembre, Atta y Shehhi fueron al aeropuerto Opa-locka en donde practicaron con un simulador de Boeing 727 y obtuvieron entrenamiento de Boeing 767 por parte de Pan Am International el 31 de diciembre. Atta compró videos de vuelo de un Boeing 757-200, Airbus A320 y Boeing 767-300ER de Sporty´s Pilot Shop en Batavia, Ohio en noviembre y diciembre del año 2000.
El teléfono celular de Atta fue grabado hablando con la embajada marroquí en Washington el 2 de enero, justo antes de que Shehhi viajara a Marruecos. Atta viajó a España el 4 de enero de 2001 para coordinar con bin al-Shibh y regresó a los Estados Unidos el 10 de enero. En los Estados Unidos viajó a Lawrenceville, Georgia, en donde el y Shehhi frecuentaban un LA Fitness and Health Club. En ese tiempo Atta voló desde Briscoe Field en Lawrenceville con un piloto, y Atta y el piloto o Shehhi volaron por el área de Atlanta. Vivieron en el área por unos meses. El 3 de abril Atta y Shehhi rentaron una caja postal en Virginia Beach, Virginia.
El 11 de abril, Atta y Shehhi rentaron un apartamento en 10001 Atlantic Boulevard Dpto. 122 en Coral Springs, Florida por $840 al mes, y asistieron con la llegada de los demás secuestradores. El 16 de abril Atta fue citado por no tener una licencia de manejo válida y comenzó trámites de obtener una. El 2 de mayo Atta recibió su licencia en Lauderdale Lakes, Florida. Mientras estuvo en Estados Unidos, Atta tuvo un Pontiac Grand Prix de 1989 en color rojo.
El 27 de junio Atta voló de Fort Lauderdale a Boston, en donde pasó un día y continuó a San Francisco por un corto tiempo, y de ahí fue a Las Vegas. El 28 de junio, Atta arribó a McCarran International Airport en Las Vegas para reunirse con otros tres pilotos. Rentó un Chevrolet Malibu de un Álamo Rent A Car. No se sabe donde pasó la noche pero el 29 de junio se registró en un Econo Lodge en 1150 South Las Vegas Boulevard. Ahí presentó una tarjeta de miembro de la AAA para un descuento y pagó en efectivo $49.50 por la habitación. Durante su viaje a Las Vegas es probable que haya usado una videocámara que rentó en un Select Photo Outlet en Delray Beach, Florida.

### Encuentro de 2001 en España
Atta volvió a irse en julio de 2001 a España para reunirse con bin al-Shibh por última vez. El 7 de julio de 2001 Atta voló en el vuelo 117 de Swissair de Miami a Zúrich. El 8 de julio Atta fue grabado retirando la suma de 1700 francos suizos de un cajero automático y usando su tarjeta de crédito para comprar dos navajas suizas y chocolate de una tienda en el aeropuerto de Zúrich. Después de su escala en Zúrich, llegó a Madrid a las 4:45 p.m. a bordo del vuelo 656 de Swissair y pasó varias horas en el aeropuerto. A las 8:50 p.m. se registró en el Hotel Diana Cazadora en Barajas. Esa noche y dos veces la mañana siguiente llamó a Bashar Ahmad Ali Musleh, un estudiante jordano en Hamburgo quien sirvió como un comunicador de bin al-Shibh.
En la mañana del 9 de julio, Mohamed Atta alquiló un Hyundai Accent, el cual alquiló de SIXT Rent-A-Car desde el 9 hasta el 16 de julio y posteriormente extendió el plazo hasta el 19 de julio. Condujo al este fuera de Madrid hacia Tarragona. En el camino, Atta se detuvo en Reus para recoger a Ramzi bin al-Shibh en el aeropuerto. Pasaron los siguientes días en Cambrils, Tarragona, la ausencia de cargos a tarjeta u hoteles sugiere que probablemente se hospedaron con algún miembro de al-Qaeda en España. Fue ahí en donde se trazaron y discutieron las fases finales del plan. Ha habido varias pistas de su estadía en España, incluyendo un vínculo al sirio Imad Eddin Barakat Yarkas y Amer el Azizi, un marroquí en España. Ellos pudieron haber ayudado a planear la reunión en Tarragona.
Durante las reuniones en España, Atta y bin-al Shibh habían coordinado detalles de los ataques. La comisión del 11-S obtuvo detalles de la reunión basada en interrogaciones a bin al-Shibh en las semanas posteriores a su arresto en septiembre de 2002. Bin al-Shibh explicó que el pasó instrucciones de bin Laden, incluyendo su deseo que los ataques sucedieran lo más pronto posible. Bin Laden estaba preocupado con tener tantos encubiertos en Estados Unidos. Atta confirmó que todos los terroristas llegaron a Estados Unidos sin problema, pero dijo que necesitaba de 5 a 6 semanas para afinar detalles. Bin Laden dio instrucciones para que algunos terroristas no supieran detalles hasta el último minuto. Atta y al-Shibh también decidieron el objetivo de los ataques, descartando una planta nuclear y recibiendo la lista de bin Laden que incluía el Capitolio de los Estados Unidos, el Pentágono y el World Trade Center, que eran considerados símbolos de Estados Unidos. También fue dicho que si alguno de los aviones no llegaba a su destino debía estrellarse. Bin al-Shibh estaba preocupado que Ziad Jarrah dejara el plan; la comisión del 11-S especuló que el ahora convicto Zacarias Moussaoui estaba siendo entrenado como reemplazo de Jarrah.
Desde el 13 hasta el 16 de julio Atta se hospedó en el hotel Sant Jordi en Tarragona. Después de que bin al-Shibh regresara a Alemania el 16 de julio de 2001, Atta tenía tres días más en España. Pasó dos noches en Salou, en el hotel a la orilla del mar Casablanca Playa Hotel, después pasó su última noche en el Hotel Residencia Montsant. El 19 de julio Atta regresó a los Estados Unidos volando en Delta Airlines de Madrid a Fort Lauderdale, con escala en Atlanta.

### Planes finales en Estados Unidos
El 22 de julio de 2001, Mohamed Atta rentó un Mitsubishi Galant de Álamo Rent A Car, recorriendo 3 836 millas en el odómetro del vehículo antes de regresarlo en 26 de julio. El 25 de julio, Atta dejó a Ziad Jarrah en el Aeropuerto Internacional de Miami para un vuelo de vuelta a Alemania. El 26 de julio de 2001 Atta tomó un vuelo de Continental Airlines a Newark, Nueva Jersey, se hospedó en el hotel Kings Inn en Wayne, Nueva Jersey y se quedó ahí hasta que tomó un vuelo desde Newark hasta Fort Lauderdale el 30 de julio.
El 4 de agosto, se cree que Atta estuvo en el Aeropuerto Internacional de Orlando esperando recoger al vigésimo terrorista Mohammed al-Qahtani quien venía desde Dubái. La seguridad migratoria detuvo al sospechoso y Atta usó un teléfono público para avisar a algún miembro de al-Qaeda que a Qahtani le habían negado la entrada.
El 6 de agosto, Atta y Shehhi rentaron un Ford Escort de 1995 en color blanco, 4 puertas de Warrick's rent a car, mismo que fue devuelto el 13 de agosto. El 6 de agosto, Atta reservó un vuelo en Spirit Airlines desde Fort Lauderdale a Newark, con fecha de salida el 7 de agosto y fecha de regreso el 9 de agosto. La reservación no fue usada y fue cancelada con la razón "emergencia médica familiar". Atta fue a la Office and Travel Central en Pompano Beach y compró un boleto a Newark que salía el 7 de agosto y regresaba el 9 de agosto por la mañana; Atta no abordó el vuelo de regreso. El 7 de agosto, Atta se registró en el Wayne Inn en Wayne, Nueva Jersey y se fue el 9 de agosto; el mismo día reservó un vuelo sencillo en primera clase en el vuelo America West Flight 244 en primera clase, desde el aeropuerto Ronald Reagan Washington International Airport con destino a Las Vegas[15]; Atta viajó dos veces a Las Vegas en vuelos de reconocimiento. Varios otros terroristas frecuentaron Las Vegas en el verano del año 2001.
Durante el verano, Atta se reunió con Nawaf al-Hazmi para discutir el estatus de la operación mensualmente.
El 23 de agosto, la licencia de manejo de Atta fue revocada por ausencia después de no haberse presentado a una cita en la corte de tráfico por la infracción de manejar sin licencia. El mismo día el Mossad israelí dio una lista de 19 nombres a la CIA (Atta incluido) que eran considerados sospechosos de hacer algún atentado. Solo cuatro nombres de esa lista eran correctos totalmente, estos eran: Marwan al-Shehhi, Nawaf al-Hazmi, Khalid al-Mihdhar y Mohamed Atta El 30 de agosto fue grabado comprando un cuchillo pequeño de una tienda Wal-Mart cerca del hotel en el cual se hospedaba antes del 11 de septiembre.

## Ataques del 11 de septiembre y muerte

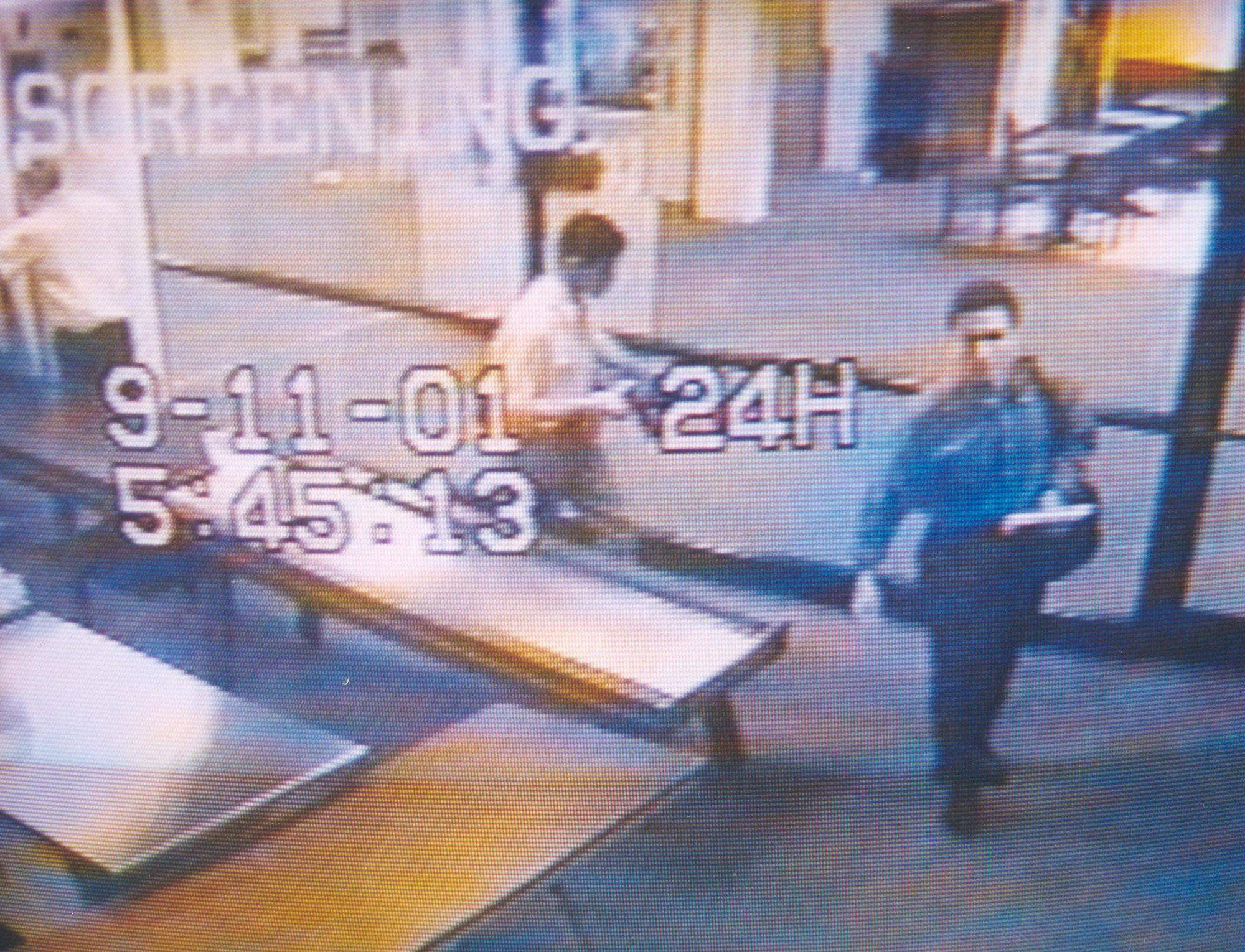
Mohamed Atta (camisa azul) y Abdulaziz al-Omari (camisa amarilla) en el Jetport Internacional de Portland en Portland, Maine en la mañana del martes 11 de septiembre de 2001.

El 10 de septiembre de 2001, Atta recogió a Abdulaziz al-Omari del Hotel Milner en Boston, Massachusetts y los dos manejaron su Nissan Altima rentado al Comfort Inn en South Portland, Maine; en el camino fueron vistos cargando gasolina en una gasolinera Exxon. Llegaron a las 5:43 p.m. y pasaron la noche en la habitación 232. Durante su estancia en South Portland, fueron vistos haciendo dos retiros de cajeros automáticos y comprando en una tienda Wal-Mart. El FBI también reportó que dos hombres árabes fueron vistos en el estacionamiento de un establecimiento de Pizza Hut, donde se sabe que Atta comió ese día.
Atta y Omari llegaron temprano el día siguiente a las 5:40 a.m. del martes 11 de septiembre de 2001 en el Jetport Internacional de Portland, en donde estacionaron su auto rentado y abordaron a las 6:00 a.m. el vuelo BE-1900C de Colgan Air con destino hacia el Aeropuerto Internacional de Logan, en Boston. En Portland, Mohamed Atta fue elegido para seguridad extra, revisaron su equipaje para detectar explosivos, pero no involucraba seguridad adicional en el punto de chequeo de pasajeros.
La conexión entre los dos vuelos en el Aeropuerto de Logan era dentro de la terminal B, pero las dos puertas no estaban conectadas con seguridad. Los pasajeros deben dejar el área segura, salir y cruzar por un paso a desnivel y entrar a otro edificio antes de pasar por un punto de seguridad nuevamente; hay dos secciones en la terminal B, la parte sur es usada principalmente por US Airways y la parte norte es usada por American Airlines. A las 6:45 a.m. mientras estaban en Boston, Atta recibió una llamada del terrorista piloto del vuelo 175 Marwan al-Shehhi. Ésta llamada fue para confirmar que los ataques estaban listos para comenzar. Atta se registró para el Vuelo 11 de American Airlines con destino a Los Ángeles, California, pasó por seguridad nuevamente y abordaron el vuelo. Atta estaba sentado en el asiento 8D de primera clase. A las 7:59 a.m. el vuelo despegó desde Boston con 81 pasajeros a bordo.
El secuestro del avión comenzó a las 8:14 a.m. -- 15 minutos después de que el avión despegó. -- exactamente cuando las azafatas comenzaban el servicio de bebidas. En este momento, los pilotos dejaron de responder al control de tráfico aéreo, y el avión se desvió de su ruta planeada. A las 8:18 a.m. las sobrecargos Betty Ong y Madeleine Amy Sweeney comenzaron a hacer llamadas a American Airlines para reportar lo que estaba sucediendo. Ong dio información acerca de la falta de comunicación con la cabina, la falta de acceso a la cabina y heridas a algunos pasajeros. A las 8:24:38 a.m. una voz perteneciente a Atta se escuchó en las oficinas de control de tráfico aéreo, diciendo: "Tenemos algunos aviones, Solo quédense callados y todo estará bien. Estamos regresando al aeropuerto." "Nadie se mueva, todo estará bien. Si tratan de hacer algo solo pondrán en peligro a su persona y al avión." "Nadie se mueva por favor, estamos regresando al aeropuerto. No traten de hacer algo estúpido." El comunicador del avión fue apagado a las 8:28 a.m. A las 8:46:40 a.m. Atta impactó el avión en la Torre Norte del World Trade Center en Nueva York.

Debido a que el vuelo de Portland a Boston había sufrido un retraso, el equipaje de Atta no logró estar a bordo del vuelo 11. Dicho equipaje fue recuperado en el aeropuerto de Logan, y estaba compuesto por uniformes de aerolínea, manuales de vuelo y otros artículos. También contenía una copia del testamento de Atta, escrito en árabe, junto con una lista de instrucciones tales como: "haz un pacto con la muerte y renueva tus intenciones". "deberías de sentir completa tranquilidad, porque el tiempo entre tu y tu matrimonio en el cielo es muy poco". y "revisa tu arma antes de salir, y mucho antes de salir. Debes afilar tu cuchillo y no debes aquejar a tu animal durante la masacre."

## Video de martirio
El 1 de octubre de 2006, The Sunday Times publicó un video que había obtenido a través de un canal previamente aprobado. El video mostraba a Mohamed Atta y a Ziad Jarrah grabando un video de martirio seis años antes en un campo de entrenamiento en Afganistán. El video,  grabado el 18 de enero del 2000, tiene buena resolución pero no tiene sonido. Lectores de labios no han podido decodificar lo que decían. Atta y Jarrah aparecen de buen humor, riendo y sonriendo hacia la cámara. Nunca antes habían salido juntos. Fuentes no identificadas de Al Qaeda y los Estados Unidos confirmaron a The Times que el video era real. Una sección separada del video muestra a Osama bin Laden hablando frente a sus seguidores en Kandahar. Ramzi bin al-Shibh también aparece en el video. De acuerdo a The Times: "investigadores estadounidenses y alemanes han batallado para encontrar evidencia de Atta en enero del año 2000 después de su desaparición de Hamburgo. La cinta de una hora lo localiza en Afganistán en un momento decisivo de la conspiración, meses después él y Jarrah se inscribieron en escuelas de vuelo en los Estados Unidos."

## Identidad equivocada
En el tiempo después del 11 de septiembre de 2001, los nombres de los terroristas fueron publicados. Había un poco de confusión acerca de quién era Mohamed Atta. Al principio Atta fue confundido con una persona jordana Mahmoud Mahmoud Atta, quien bombardeó un camión israelí en 1986: Mahmoud Atta tenía 14 años más que Mohamed Atta Después del 11 de septiembre, hubo reportes que indicaban que Atta había atendido la escuela de oficiales en la base de la fuerza aérea en Montgomery, Alabama. El Washington Post citó a la Fuerza Aérea de Estados Unidos la cual explicó que "discrepancias en sus datos biográficos tales como 20 años de diferencia en fechas de nacimiento, indican que probablemente no estamos hablando de la misma persona".
Hubo varios reportes en los medios de comunicación de Atta y Shehhi atendiendo a Shuckum's Oyster Pub and Seafood Grill, un bar de deportes en Hollywood, Florida el 8 de septiembre de 2001. Atta, Shehhi y un hombre inidentificado bebieron y jugaron a Golden Tee '97, una máquina de arcadia. El tendero dijo que Atta "bebía vodka con jugo de naranja", mientras que Shehhi "tomaba ron con refresco de cola". "Ambos estaban intoxicados", dijo el gerente Tony Amos, quien agregó " Mohamed estaba ebrio, su voz era arrastrada y tenía un acento particular". La mesera Patricia Idrissi dijo que los hombres discutieron acerca de la cuenta y cuando preguntó si había un problema Atta contestó que "trabajaba para American Airlines y que el podía pagar su cuenta". Atta dijo: "tengo mucho dinero, soy piloto." Sacó un montón de billetes de $50 y $100 de su bolsa y dejó una propina de 3 dólares. Sin embargo, Atta abordó el vuelo 2719 de US Airways con destino a Baltimore aproximadamente a las 3:15 p.m. el 7 de septiembre, por lo tanto no pudo haber estado en el bar esa noche.. El 8 de septiembre Atta estaba en Laurei, Maryland, en donde fue a la tienda Safeway para hacer una transferencia de $2850 a Mustafa Muhammad Ahmad en Dubái, y también transfirió $5000 desde una tienda Giant Food en Laurel el mismo día. El 9 de septiembre, Atta voló a Boston.

### Controversia en Praga
En los meses siguientes al 11 de septiembre, oficiales en el Departamento del Interior de la República Checa, aseguró que Atta hizo un viaje a Praga el 8 de abril del 2001 para encontrarse con un agente de la inteligencia iraquí Ahmad Khalil Ibrahim Samir al-Ani. Esta información fue pasada al FBI como "inteligencia sin evaluar". Oficiales de inteligencia concluyeron que tal reunión no ocurrió. Un hombre llamado Mohammed había llegado a Praga desde Arabia Saudita el 31 de mayo del año 2000. Éste evento provocó confusión. El egipcio Mohammed Atta arribó a la terminal de autobuses Florenc en Praga desde Alemania el 2 de junio del 2000. Dejó Praga el día siguiente volando en Czech Airlines a Newark, Nueva Jersey. En la República Checa algunos oficiales de inteligencia dicen que la fuente de la información de dicha reunión fue un informante árabe que se acercó a la inteligencia checa para decir que había visto a Atta después de que su foto había sido publicada en periódicos en todo el mundo. Se concluyó que Atta nunca fue a una reunión en Praga.

### Able Danger
En el 2005, el Teniente Coronel Anthony Shaffer y el congresista Curt Weldon alegaron que el proyecto del Departamento de Defensa Able Danger produjo una tabla que identificaba a Atta junto con Nawaf al-Hazmi, Khalid al-Mihdhar y Marwan al-Shehhi, como miembros de una célula de al-Qaeda en Brooklyn a principios del año 2000. Shaffer baso en gran parte sus alegatos en las recolecciones del Capitán Naval Scott Philipott, quien reconsideró su recolección, diciendo a investigadores que él estaba convencido de que Atta no estaba en la tabla que tenían. Philipott dijo que Shaffer estaba "basándose 100 por cierto en su recolección"; y que el reporte del inspector del Departamento de Defensa indicaba que "Philpott pudo haber estado exagerando sabiendo la identidad de Atta porque el apoyaba el uso de las técnicas de Able Danger para combatir el terrorismo."
Cinco testigos que habían trabajado en Able Danger y habían sido cuestionados por el inspector general del Departamento de Defensa afirmaron a periodistas que los argumentos que dijeron al inspector fueron distorsionados por investigadores en la versión final del reporte, o el reporte omitió información esencial que había sido dicha. La información básicamente giraba en torno a que Able Danger tenía identificado a Atta mucho antes del 11/9.
El libro del Teniente Coronel Shaffer también indicó información directa de la célula de Brooklyn y de Mohamed Atta.

## Reacción familiar
El padre de Atta, Mohamed el-Amir Awad el-Sayed Atta, un abogado jubilado en Egipto, rechazó fuertemente alegatos que decían que su hijo estaba involucrado en los atentados del 11 de septiembre, y en su lugar acusó al Mosad y al gobierno estadounidense de inculpar a su hijo. El señor Atta rechazó los reportes de los medios en donde se decía que su hijo estaba bebiendo y en su lugar describió a su hijo como un joven callado y sin contacto con la política, devoto a la arquitectura. El señor Atta dijo que había hablado con Mohamed el día después del 11 de septiembre. Tuvo entrevistas con una revista alemana Bild am Sonntag a finales de 2002, y dijo que su hijo estaba vivo y estaba escondido por miedo a perder la vida, y que los cristianos americanos eran los responsables de los atentados. En una entrevista en 2005, el señor Atta expresó: "Mi hijo se ha ido. Él ahora está con Dios. El Mosad lo mató".

## Motivación
Hay varias explicaciones conflictivas para la conducta y motivación de Mohamed Atta. El psicólogo político Jerrold Post ha sugerido que Atta y sus compañeros terroristas solo seguían órdenes de Al Qaeda; y lo que indicara su destructivo y carismático líder, Osama bin Laden. El científico político Robert Pape ha dicho que Atta fue motivado por su compromiso a la causa política, "era psicológicamente normal y que no estaba deprimido, ni era incapaz de disfrutar, ni desapegado de amigos y familia." En contraste, el profesor de justicia criminal Adam Lankford ha encontrado evidencia de que Atta era clínicamente suicida y que su batalla con el aislamiento social, la depresión, la culpa, la vergüenza, desesperanza, e ira eran increíblemente similares a las batallas personales del suidicio tradicional y el homicidio-suicidio. Desde esta perspectiva, las creencias religiosas y políticas de Atta afectaron el método de su suicidio y su elección de objetivos, pero no eran las causas subyacentes de su conducta.